# Schistura nicholsi
Schistura nicholsi är en fiskart som först beskrevs av Smith, 1933.  Schistura nicholsi ingår i släktet Schistura och familjen grönlingsfiskar. IUCN kategoriserar arten globalt som livskraftig. Inga underarter finns listade i Catalogue of Life.